# Palosenjärvi (sjö i Mellersta Finland)
Palosenjärvi är en sjö i Finland. Den ligger i kommunen Toivakka i landskapet Mellersta Finland, i den södra delen av landet, 220 km norr om huvudstaden Helsingfors. Palosenjärvi ligger 159 meter över havet. Arean är 2,57 kvadratkilometer och strandlinjen är 18,67 kilometer lång. Sjön  ingår i Kymmene älvs huvudavrinningsområde.   I omgivningarna runt Palosenjärvi växer i huvudsak barrskog.